# Falsamblesthis pilula
Falsamblesthis pilula là một loài bọ cánh cứng trong họ Cerambycidae.